# Omloppstid (astronomi)
Omloppstid (även period) är inom astronomi tiden det tar för en himlakropp att fullborda ett varv i sin banrörelse kring sin centralkropp.
- Siderisk omloppstid är i förhållande mot bakgrunden av stjärnor
- Synodisk omloppstid är i förhållande till solen, sett från jorden